# Kinderpaleis van Peking

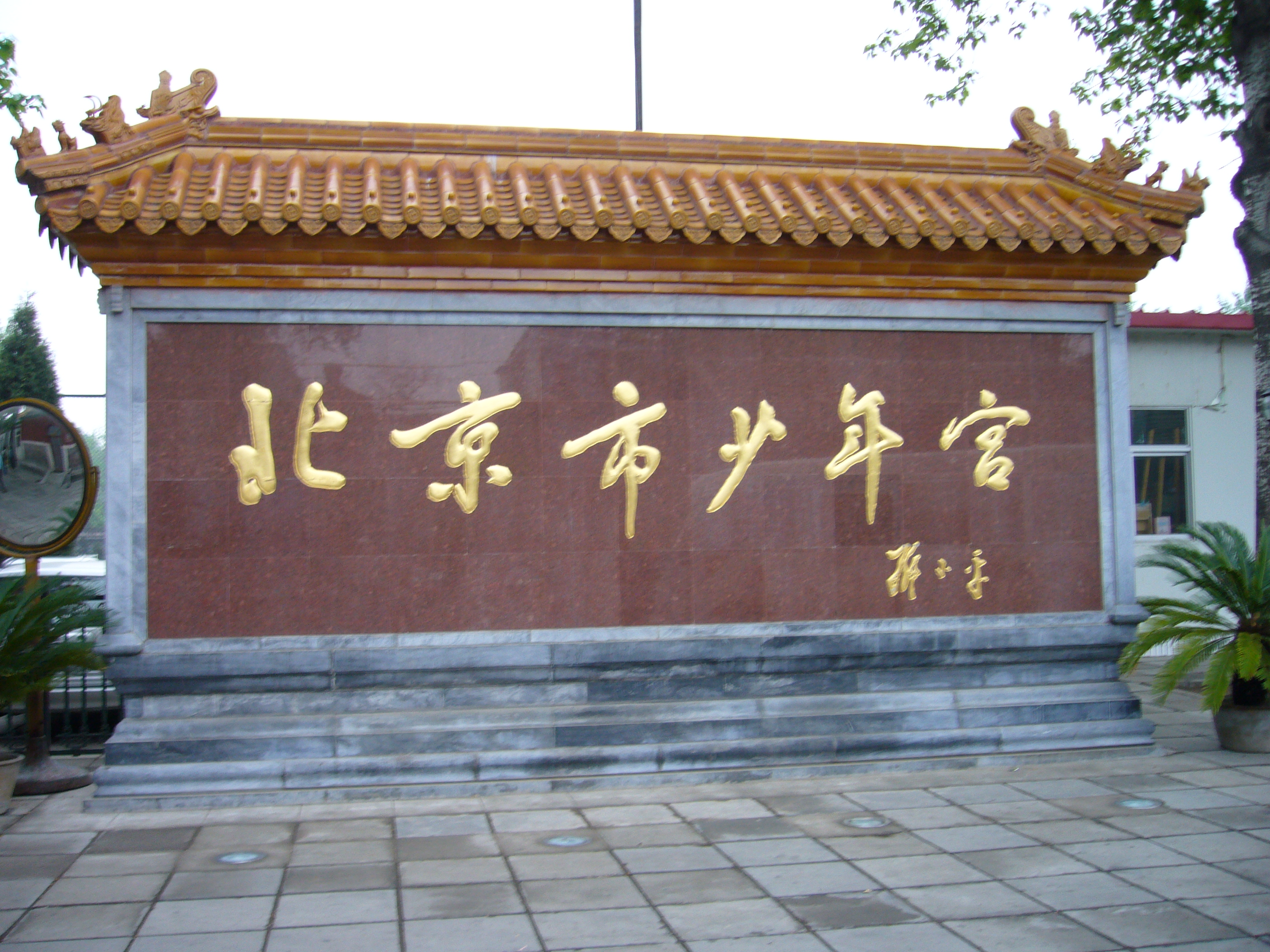
Naam bij de ingang

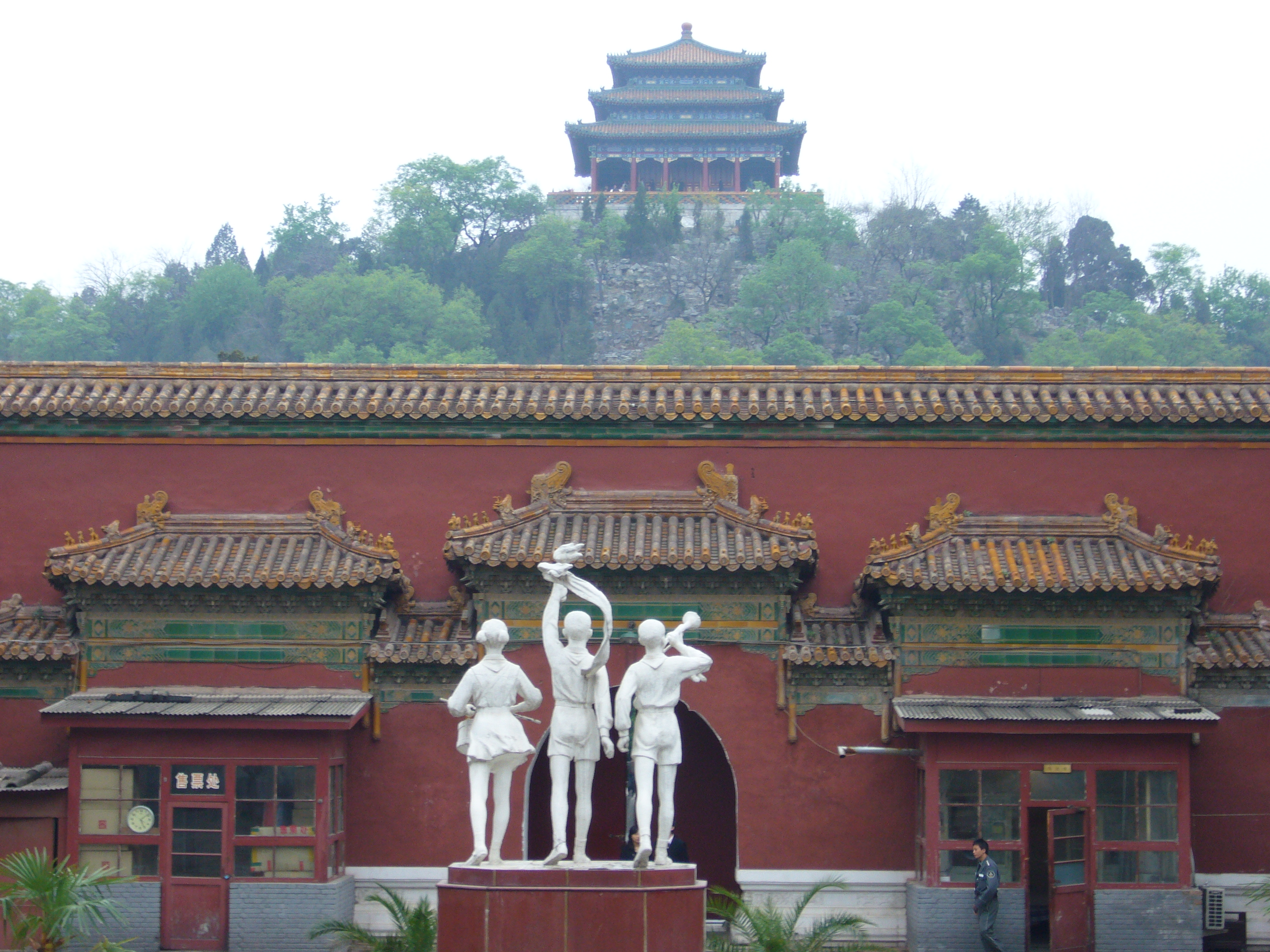
Hoofdgebouw, op de achtergrond het Wanchupaviljoen, daarachter ligt de Verboden Stad.

Het Kinderpaleis van Peking ligt in een oude koninklijke tuin, het Jingshanpark in Peking.
Getalenteerde kinderen mogen al vanaf 4-jarige leeftijd extra lessen krijgen in het Kinderpaleis. Ze komen hier naar school, ook in de weekends. Er wordt les gegeven in muziek (zang, Chinese viool), ballet, toneel, kalligraferen, tekenen, schilderen, sport en diverse technische vakken. Er is ook een Kinderpaleis in Shanghai.
De school is in 1954 opgericht en bestaat uit veel verschillende gebouwen, die verspreid liggen in het Jingshanpark (Kolenbergpark), dat 10.000 m² groot is. Jaarlijks doen ongeveer 5000 kinderen hier mee aan een van de 50 trainingsgroepen. Zij worden onderverdeeld in 280 groepjes, die bestaat uit 3 - 35 kinderen. Er zijn enkele buitenlandse kinderen, die in een uitwisselingsprogramma zitten.
De school werd bezocht door Zhou Enlai in 1957.

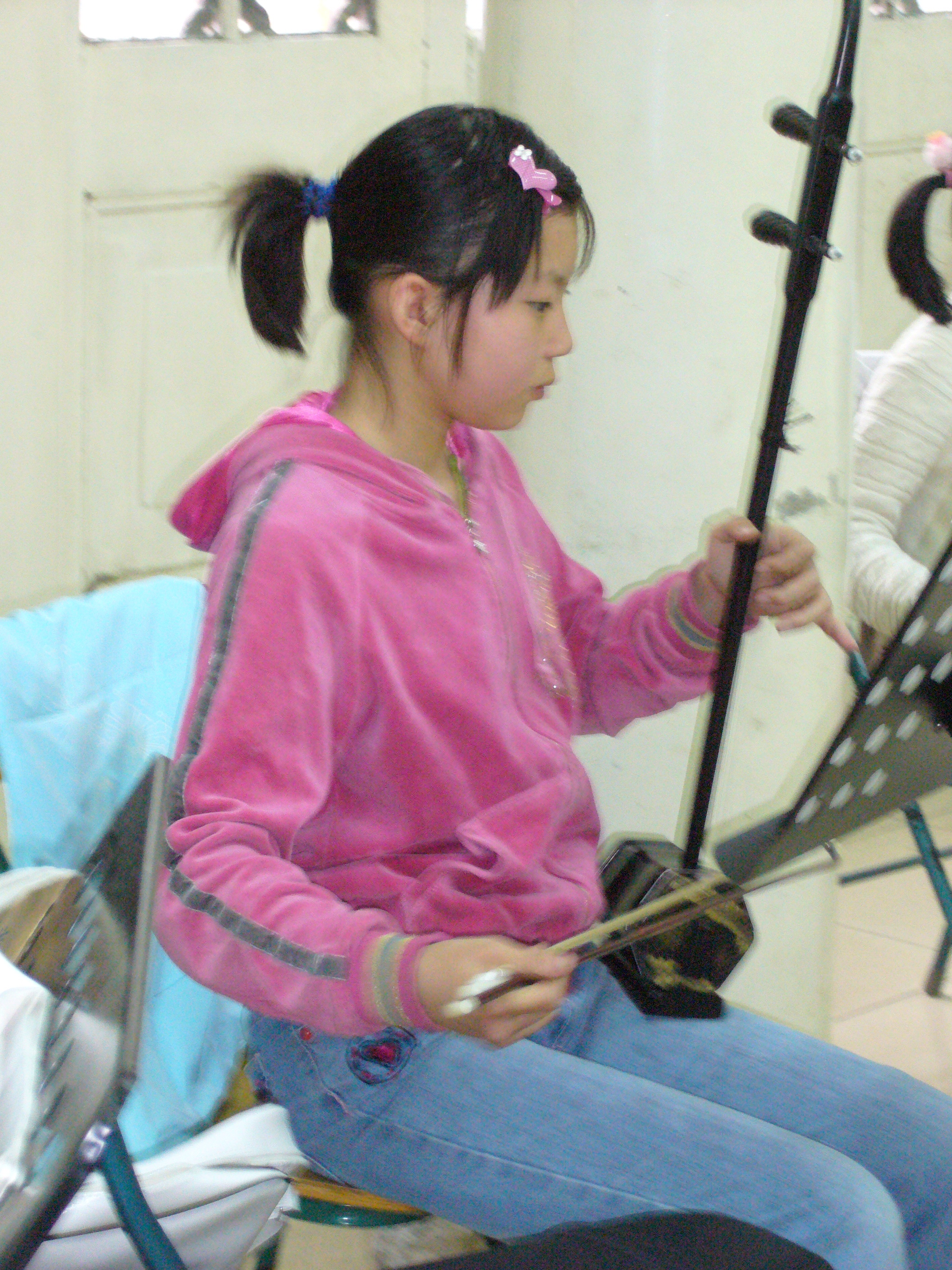
Leerling speelt volksliedje op haar Chinese viool
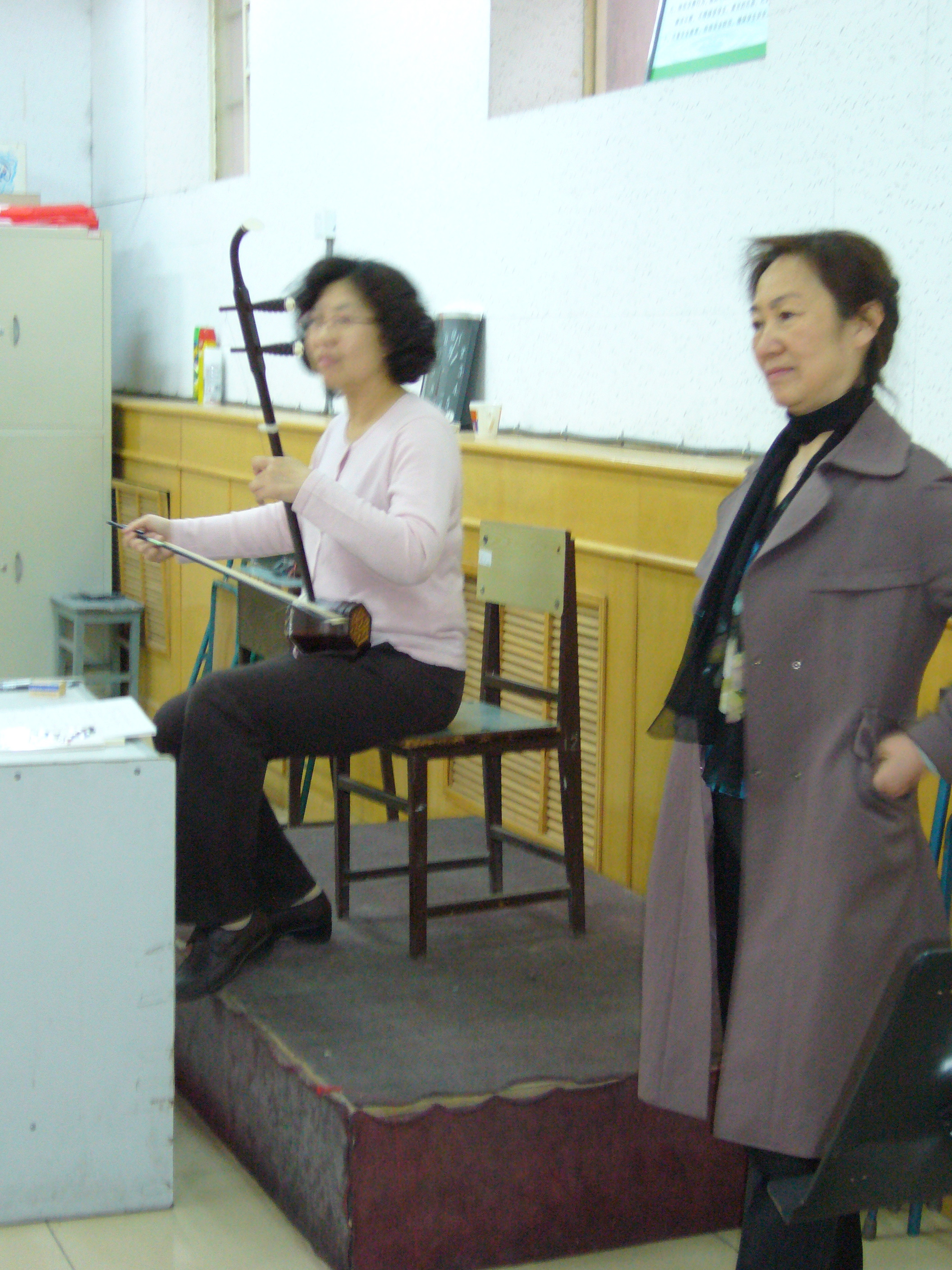
Lerares met schoolhoofd
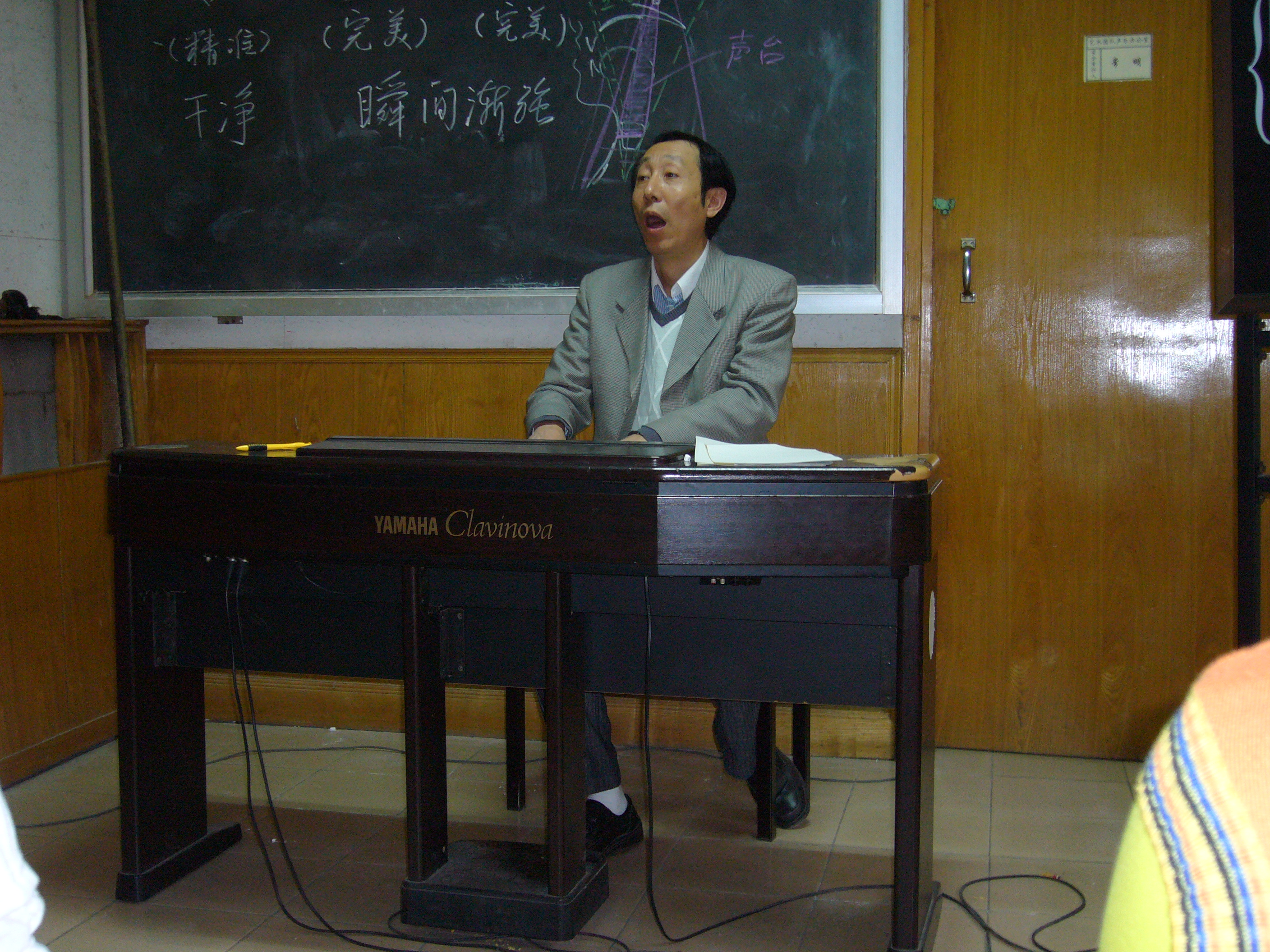
Zangles